# کاوراکیرووو
کاوراکیرووو (به بلغاری: Kavrakirovo) یک منطقهٔ مسکونی در بلغارستان است که در شهرستان پتریچ واقع شده‌است.